# Anton Kless Edler von Drauwörth
Anton Viktor Oswald Kless Edler von Drauwörth (* 8. Juni 1882 in Gurk; † 19. März 1961 in Wien) war ein österreichischer Offizier, zuletzt im Rang eines Generalmajors sowie SS-Brigadeführer.

## Leben
Kless Edler von Drauwörth war der Sohn eines Richters. Nach dem Volksschulbesuch in Judenburg und Leoben ging er an die Militärunterrealschule in Güns und danach die Militäroberrealschule in Mährisch Weißkirchen und schließlich in die Maria-Theresianische Militärakademie in Wiener Neustadt. 1902 trat er im Rang eines Leutnants in ein Infanterieregiment der Gemeinsamen Armee ein und ließ sich an der Kriegsschule Wien zum Generalstabsoffizier ausbilden. Als Generalstabsoffizier der k.u.k. Armee nahm er am Ersten Weltkrieg teil.
Nach Kriegsende war er ab 1919 im Staatsamt Heerwesen tätig, leitete dort das militärpolitische Referat im Zuge der Kärntner Volksabstimmung und der Burgenlandkrise. Beim Bundesheer erreichte er den Rang eines Generalmajors und wurde 1930 in den Ruhestand verabschiedet.
Als Funktionär des NS-Reichskriegerbundes und Gaukriegerführer im Gaukriegerverband Donau wurde er am 11. September 1938 als SS-Standartenführer in die SS (SS-Nummer 310.301) aufgenommen und mit Wirkung vom 9. November 1939 zum SS-Oberführer befördert. Obwohl er weiter der katholischen Kirche angehörte, wurde er am 20. April 1943 zum SS-Brigadeführer ernannt. Am 10. Februar 1940 beantragte er die Aufnahme in die NSDAP und wurde zum 1. Juni desselben Jahres aufgenommen (Mitgliedsnummer 7.683.587).